# Морозівщина (Білоцерківська сільська громада)
Моро́зівщина — село Миргородського району Полтавської області. Населення станом на 2001 рік становило 61 особу. Входить до Білоцерківської сільської об'єднаної територіальної громади з адміністративним центром у с. Білоцерківка.

## Географія
Село Морозівщина знаходиться за 2 км від правого берега річки Псел. Примикає до села Сидорівщина, за 1 км розташоване село Красногорівка. Поруч проходить автомобільна дорога М03.
Віддаль до селища Велика Багачка — 16 км. Найближча залізнична станція Сагайдак — за 24 км.

## Історія
Село Морозівщина виникло в другій половині XIX ст. як хутір Білоцерківської волості Хорольського повіту Полтавської губернії.
У 1912 році в хуторі Морозівщина було 308 жителів.
У січні 1918 року в селі розпочалась радянська окупація.
Станом на 25 лютого 1926 року Морозівщина належала до Красногорівської сільської ради Білоцерківського району Полтавської округи, після розформування району увійшла до складу новоутвореного Великобагачанського району.
У 1932–1933 роках внаслідок Голодомору, проведеного радянським урядом, у селі загинуло 10 мешканців.
З 14 вересня 1941 по 22 вересня 1943 року Морозівщина була окупована німецько-фашистськими військами. 
Село входило до Білоцерківської сільської ради Великобагачанського району.
13 серпня 2015 року шляхом об'єднання Балакліївської, Білоцерківської, Бірківської та Подільської сільських рад Великобагачанського району була утворена Білоцерківська сільська об'єднана територіальна громада з адміністративним центром у с. Білоцерківка.

## Населення

### Мова
Розподіл населення за рідною мовою за даними перепису 2001 року:
| Мова       | Кількість | Відсоток |
| ---------- | --------- | -------- |
| українська | 60        | 98.36%   |
| російська  | 1         | 1.64%    |
| Усього     | 61        | 100%     |

## Економіка
- Вівце-товарна ферма